# Blountsville (Indiana)
Blountsville és una població dels Estats Units a l'estat d'Indiana. Segons el cens del 2000 tenia 166 habitants.

## Demografia
Segons el cens del 2000, Blountsville tenia 166 habitants, 61 habitatges, i 50 famílies. La densitat de població era de 534,1 habitants per km².
Dels 61 habitatges en un 34,4% hi vivien nens de menys de 18 anys, en un 72,1% hi vivien parelles casades, en un 6,6% dones solteres, i en un 16,4% no eren unitats familiars. En el 14,8% dels habitatges hi vivien persones soles el 6,6% de les quals corresponia a persones de 65 anys o més que vivien soles. El nombre mitjà de persones vivint en cada habitatge era de 2,72 i el nombre mitjà de persones que vivien en cada família era de 2,98.
Per edats la població es repartia de la següent manera: un 28,3% tenia menys de 18 anys, un 7,8% entre 18 i 24, un 25,3% entre 25 i 44, un 22,3% de 45 a 60 i un 16,3% 65 anys o més.
L'edat mediana era de 37 anys. Per cada 100 dones de 18 o més anys hi havia 101,7 homes.
La renda mediana per habitatge era de 31.023 $ i la renda mediana per família de 31.000 $. Els homes tenien una renda mediana de 32.500 $ mentre que les dones 16.250 $. La renda per capita de la població era d'11.382 $. Entorn del 10,4% de les famílies i el 8,9% de la població estaven per davall del llindar de pobresa.

## Poblacions més properes
El següent diagrama mostra les poblacions més properes.